# Vom Hänschen und Gretchen, die in die roten Beeren gingen
Vom Hänschen und Gretchen, die in die roten Beeren gingen ist ein Märchen. Es stand in Ludwig Bechsteins Deutsches Märchenbuch nur in frühen Auflagen.

## Inhalt
Hänschen und Gretel fangen Fischchen, sammeln Beeren und finden zwei Messerchen. Dann kommt ein Bär und frisst alles auf. Vater schneidet ihm den Bauch auf, da haben sie es wieder.

## Herkunft
Bechstein vermerkt nur „Mündlich.“ Vielleicht dachte er bei den Namen an Hänsel und Gretel, beim Bauch Aufschneiden an Rotkäppchen, die er auch in seine Sammlung aufnahm. Die kurze, naive Handlung hat sonst nichts Ähnliches und entfiel später.